# Bjørkelangen kyrka
Bjørkelangen kyrka (norska: Bjørkelangen kirke) är en kyrkobyggnad som ligger i södra delen av samhället Bjørkelangen i Aurskog-Hølands kommun, Akershus fylke, Norge.

## Kyrkobyggnaden
Träkyrkan är uppförd åren 1923–1925 av byggmästaren Olaf Fallet och hans tre söner efter ritningar av arkitekt Th. Bjørnstad.
Kyrkan består av ett långhus med nord-sydlig orientering. I söder finns kyrktornet med ingång. I norr finns ett smalare kor. Öster om koret finns en vidbyggd sakristia.
Koret täcks av ett tunnvalv och har ett golv som är tre trappsteg högre än övriga kyrkorummet. Korväggen är målad av Gunnar Wang. Målningen med måtten 7,5 m x 5 m skildrar Jesu himmelsfärd.

## Inventarier
- En fyrsidig dopfunt har reliefer utförda av Audun Bødtker. Funten är färglagd i blått, grönt samt några röda, förgyllda symboler.
- Orgeln på läktaren ovanför ingången är byggd år 1983 av Norsk Orgel- og Harmoniumfabrikk och invigd 16 oktober 1984. Tidigare orgel tillkom år 1926.
- Två kyrkklockor är gjutna av Olsen Nauen Klokkestøperi. Ena klockan tillkom år 1912 och den andra år 1998.
- Öster om korbågen finns predikstolen som har en uppgång genom väggen. Predikstolens korg har fem bildfält med reliefer utförda av Audun Bødtker.